# 可部バイパス
可部バイパス（かべバイパス）は、広島県広島市安佐北区可部南1丁目から同区大林町に至る国道54号バイパスである。同区の拠点である可部駅周辺を迂回する。
可部地域では副道が整備されている。
なお、全線が国道183号との、起点から広島県広島市安佐北区可部5丁目までは国道191号・国道261号との重複区間である。

## 概要
- 起点 広島県広島市安佐北区可部南（中島駅前）
- 終点 広島県広島市安佐北区大林町
- 全長 9.7km
- 規格 第4種第1級、第3種第2級
- 道路幅員
  - 広島市安佐北区可部南 - 県道253号交差点間（可部トンネルは除く） 40.0m
  - 可部トンネル 23.5m
  - 県道253号交差点 - 広島市安佐北区大林町間 22.5m
- 車線数 4車線（広島市安佐北区可部南 - 広島市安佐北区可部は側道あり）
- 車線幅員 3.5m
- 設計速度 60km/h

## 沿革
- 1981年度 事業化
- 1981年12月22日 都市計画決定
- 1996年8月24日 広島市安佐北区可部南 - 広島市安佐北区可部間 (2.8km) 暫定2車線で供用開始
- 2003年3月24日 広島市安佐北区可部 - 広島市安佐北区可部9丁目（県道253号交差点）間 (1.4km) 暫定2車線で供用開始
- 2007年3月3日 広島市安佐北区可部9丁目（県道253号交差点） - 広島市安佐北区三入2丁目間 (1.8km) 暫定2車線で供用開始
- 2014年2月8日 広島市安佐北区三入2丁目 - 広島市安佐北区大林3丁目 (2.2km) 暫定2車線で供用開始[1]
- 2021年2月19日 広島市安佐北区可部南4丁目 - 広島市安佐北区可部5丁目（2.1km）4車線化[2]。

## 接続する主な道路
- 上側が起点側、下側が終点側。左側が上り側、右側が下り側。
- 路線名の特記がないものは市道。
- 実際のキロポストは紙屋町交差点 (0KP) からの距離となる。ただし、広島城南交差点 (1.0KP) で+500m、下浜ヶ谷交差点と上根バイパス接続点との中間地点 (23.0KP) で-500m補正される。

| 交差する道路                                | 交差する場所                     | 市役所前 から (km) | キロポスト (km) |
| ------------------------------------------- | -------------------------------- | ------------------ | --------------- |
| 国道54号（可部街道） 広島市街方面           |                                  |                    |                 |
| 国道183号（可部街道）                       | 中島                             | 15.6               | 14.9            |
|                                             | 可部取水場東                     | 17.2               | 16.5            |
|                                             | 安佐北警察署（北）               | 17.9               | 17.2            |
| 国道191号（幕の内通り）                     | 安佐北区民文化センター入口       | 18.2               | 17.5            |
|                                             | 安佐北区民文化センター入口（北） | 18.3               | 17.6            |
|                                             | 九品寺                           | 19.4               | 18.7            |
| 県道253号南原峡線                           | 南原                             | 19.6               | 18.9            |
|                                             | 三入                             | 21.5               | 20.8            |
|                                             | 三入北                           | 21.7               | 21.0            |
| 国道183号（可部街道）                       | 下浜ヶ谷                         | 24.1               | 23.4            |
| -                                           | -                                | 24.2               | 23.5 23.0       |
| 県道5号浜田八重可部線                       |                                  | 24.3               | 23.1            |
| 国道54号（上根バイパス） 三次・安芸高田方面 |                                  |                    |                 |